# Сторожеве (Волноваський район)
Сторожеве́ — село Великоновосілківської селищної громади Волноваського району Донецької області в Україні.

## Загальні відомості
Село розташоване на лівому березі річки Мокрі Яли. Відстань до центру громади становить близько 8 км., до райцентру — 56 км і проходить автошляхом місцевого значення. Площа становить 0.973 км². Протяжність кордонів села з півночі на південь складає 1 км 186 м, із заходу на схід — 1 км 694 м.

## Історія
У 2020 році село увійшло до складу Великоновосілківської селищної громади. Згідно із постановою Верховної Ради України 17 липня 2020 року «Про утворення та ліквідацію районів» входить до Волноваського району; до цього населений пункт був у складі Великоновосілковського району.
У березні 2022 року в ході російсько-української війни село окупували Збройні сили Російської Федерації. 11 червня 2023 року Збройні сили України деокупували населений пункт.

## Населення
За даними перепису 2001 року населення села становило 96 осіб, із них 86,46 % зазначили рідною мову українську та 13,54 % — російську.